# YASUI
株式会社YASUI (かぶしきがいしゃヤスイ) は、ガレージ用ジャッキの開発・製造・販売メーカー。
かつては洗車機の製造・販売・メンテナンスを行なっていたが、2010年にダイフク・ダイフクプラスモアヘ事業を譲渡し撤退した。

## 沿革
- 1943年 - ヤスヰ航器として設立。
- 1947年 - ガレージジャッキの開発に着手。
- 1970年 - 連続洗車機の製造を開始。
- 1971年 - 2柱リフトの開発に着手。
- 1994年 - ガレージジャッキの生産拠点として中国に合弁企業を設立。
- 2010年 - 洗車機事業から撤退。50年の歴史に幕を下ろした。
- 2015年 - 2工場を所有していた中国工場を1工場に集約。同時に1995年より操業の合資会社を売却し、新たに当社100％子会社「大連安利液圧機械製造有限公司」を設立。

## 参考
- 津留有希 (2008年11月17日).  山田モーキン: “これぞ機械設計の醍醐味！最新鋭洗車機を開発する魅力”. 【Tech総研】. テックハニー“きゃんち”の突撃☆会社訪問　Vol.32. 2022年1月5日閲覧。